# AEL FC Arena
L'AEL FC Arena è un impianto sportivo situato a Larissa. Lo stadio viene usato principalmente per le gare casalinghe del Larissa. L'impianto ha una capienza di 16.118 posti, tutti coperti. Iniziata la costruzione nel 2009, l'AEL FC Arena è stata inaugurata il 23 novembre 2010.
Lo stadio fa parte di un complesso, chiamato Crimsom Park, dotato di parcheggi, un cinema all'aperto, dodici campi da tennis e un centro commerciale.